# The Lively Ones
The Lively Ones — американський інструментальний серф-рок-гурт з США. З'явився у 1960-ті роки в Південній Каліфорнії, давав концерти переважно в Каліфорнії та Аризоні. Альбоми і сингли записувалися на студії Del-Fi у Боба Кіна. Гурт є автором кількох пісень, але відоміший через виконання кавер-версій. Однією з найвідоміших є пісня «Surf Rider» — кавер-версія Нокі Едвардса і групи The Ventures, яка звучала під час титрів фільму «Кримінальне чтиво» Квентіна Тарантіно.

## Склад
Найвідоміший склад:
- Джим Муйзонер — соло-гітара
- Ед К'яверіні — ритм-гітара
- Рон Гріффіт — бас-гітара
- Джоель Вілленбрінг — саксофон
- Тім Фітцпатрік — ударні

Наразі Джон Бентон грає на ритм  і соло-гітарах, Трейсі Сендс — на бас-гітарах. На деяких концертах виступав Ертмен III на ритм і соло-гітарах.

## Дискографія

### Альбоми
- Surf Rider!  (1963)
- Surf Drums (1963)
- Surf City (1963)
- Surfin' South of the Border (1964)
- Bugalu Party (1967)

### Сингли
- Miserlou / Livin (1963)
- High Tide / Goofy Foot (1963)
- Telstar Surf / Surf City (1963)
- Surfin' South of the Border / Surf Mariachis (1964)